# Paul Rusesabagina
Paul Rusesabagina (* 15. června 1954, Muhanga, Rwanda) je bývalý rwandský hotelový manažer, který získal mezinárodní ocenění za záchranu 1 268 lidských životů během rwandské genocidy.
Nejdříve byl asistentem ředitele v Hôtel des Mille Collines, později se stal ředitelem hotelu Hôtel des Diplomates, oba hotely se nacházely ve rwandském hlavním městě Kigali. Během Rwandské genocidy v roce 1994 využil svého vlivu jako dočasný správce Mille Collines k záchraně Tutsiů, ale i umírněných Hutuů před radikály z hutuských milic Interahamwe.
V současnosti žije v Belgii se svou manželkou, dětmi a dvěma adoptovanými neteřemi. Dříve pracoval v Bruselu jako taxikář, později si otevřel přepravní společnost. S pomocí několika přátel založil Rusesabaginovu nadaci Hotel Rwanda, která zajišťuje vzdělání a zdravotní péči tisícům rwandských sirotků a dětí bez domova.
Rusesabaginův příběh byl zfilmován ve slavném Hotelu Rwanda, který byl nominován i na Oscara.